# コンシェルジュリー
コンシェルジュリー（Conciergerie）は、フランスのパリ1区、シテ島西側にあるかつての牢獄。現在はパリのパレ・ド・ジュスティス（司法宮）の一部で、観光名所となっている。

## 概要

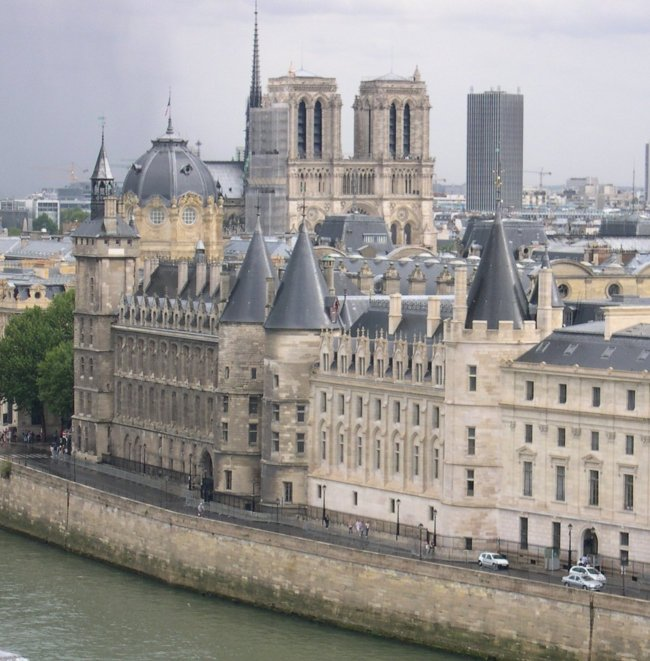

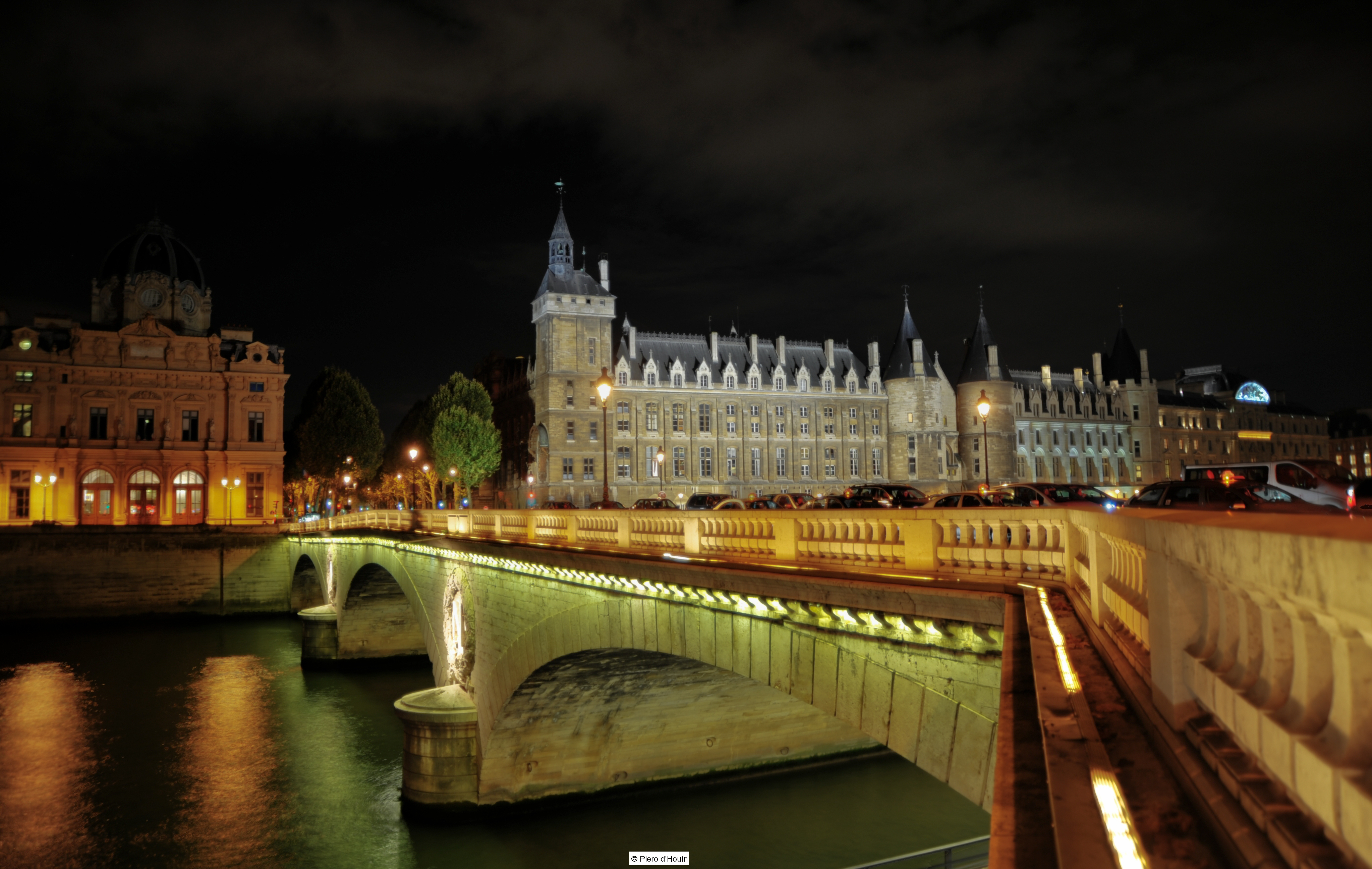

もともとフィリップ4世などカペー朝の王宮（palais de la Cité、シテ宮）として建てられ、10世紀から14世紀にかけて使用された。しかし、シャルル5世らによって放棄され、ヴァンセンヌ城に居城が移された後の1370年に牢獄として使われ始める。ロロージュ河岸に沿って建つ建物の地上階と2つの塔が牢獄に割り当てられた。
元は14世紀後半にシャルル5世がサン・ポール館へ移動する時に王室司令部を置き、その際に特権を得て護衛をした門衛をコンシェルジュと呼んだが、いつしかその活動を行っていた建物自体をコンシェルジュリーと呼ぶようになった。
フランス革命の後恐怖政治の時代は国民公会により革命裁判所が隣設され、1793年からフランス革命暦3年草月12日（1795年5月31日）までの約2年間に、2780名に対して死刑判決が下されたという。多くの王族、貴族などの旧体制派が収容され、当時はその牢獄に入るとかならず死刑になるというので「死の牢獄」「ギロチン控えの間」とよばれた。マリー・アントワネットが投獄されたのは1793年である。しかし、大多数は一般市民・貴族・学者などだった。牢獄の設備は悪かったらしいが、監視は比較的手薄だったという。革命裁判所廃止後は、破毀裁判所（後の破毀院）が置かれた。
牢獄は19世紀の第一帝政期になっても使用されていたが、1934年にその機能が廃止されるに至る。現在はパリのパレ・ド・ジュスティス（司法宮）の一部で、観光名所となっている。2011年初頭に建物の大規模修繕がなされた。
その後、歴史遺産に指定され、現在はパリのセーヌ河岸として世界遺産の登録対象になっている。なお、未公開の箇所はパリ大審裁判所などの裁判所と警視庁の一部（Dépôt、デポと呼ばれる被告人等を裁判のために一時的に監置しておく場所や行政的拘置のための場所）として現在も使用されている。
また、マリー・アントワネットが処刑される前に2か月半過ごした独房も現在再現され、説明のための掲示板もある。

## 実態

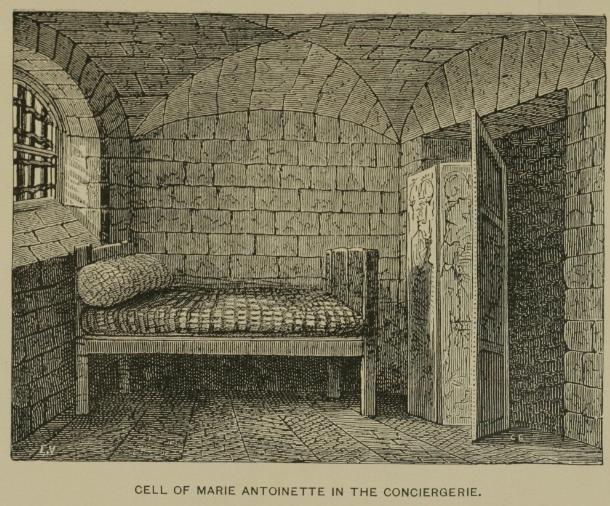
マリー・アントワネットの2番目の独房

当時の牢獄は有料だったため、払った額に応じて設備が変わった。払える額で囚人は以下の3つに分けられる。
パイユー
別名「わら族」と呼ばれる人たちで、最も貧しい囚人。藁が敷かれた雑居房で寝かされ、非常に不衛生だったので、多くの囚人が病人だったらしい。
ピストリエ
ある程度お金を払える中流層の囚人。簡単なベッドがあり、雑居房で4人から5人程で生活していた。
プリゾニエ・ドゥ・マーク
さらにお金を払える富裕層や著名人の囚人。家具のある独房に入り（家具を持ち込むことも可能）、読書や仕事をすることもできた。

## 外部

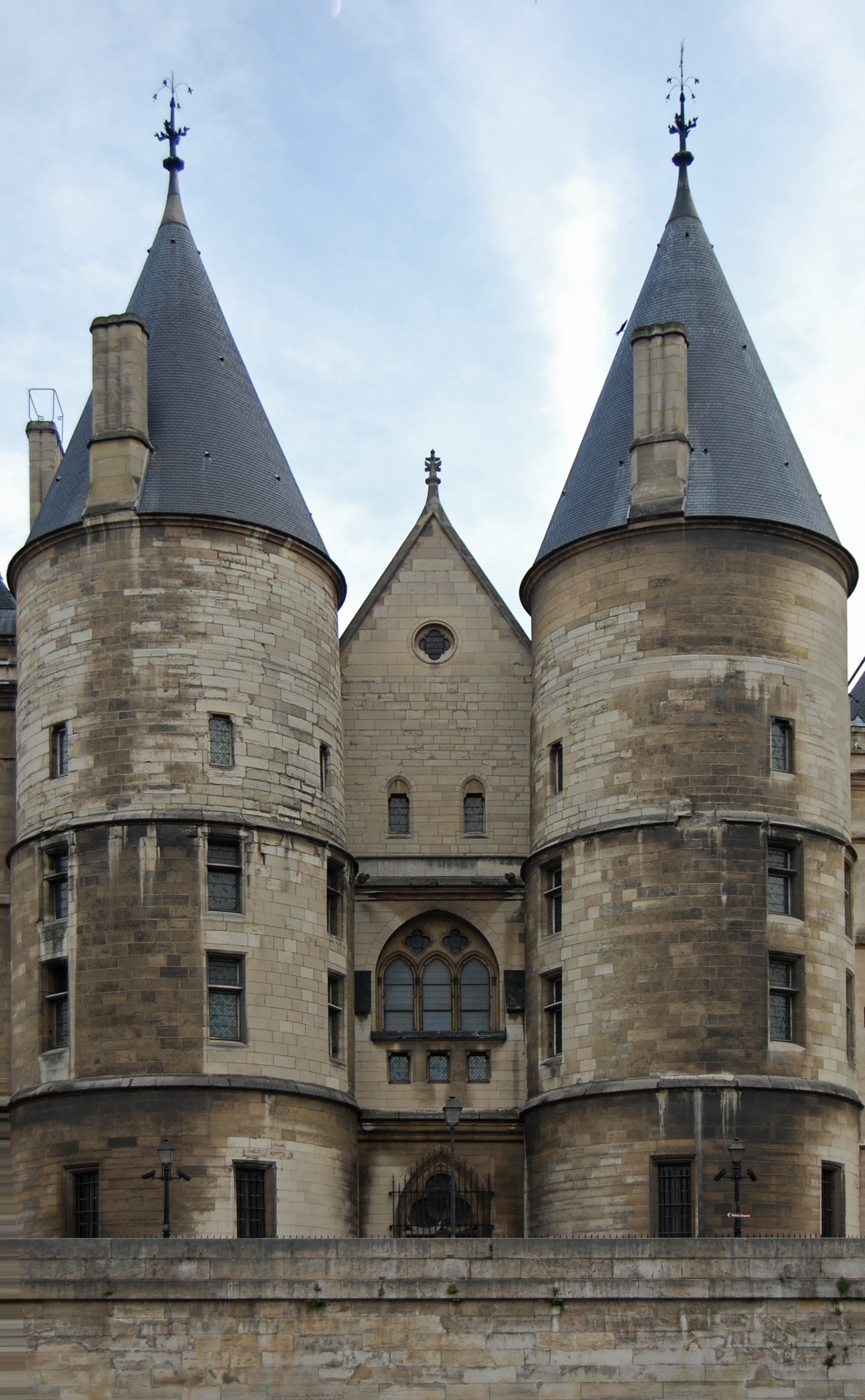
シーザーの塔と銀の塔

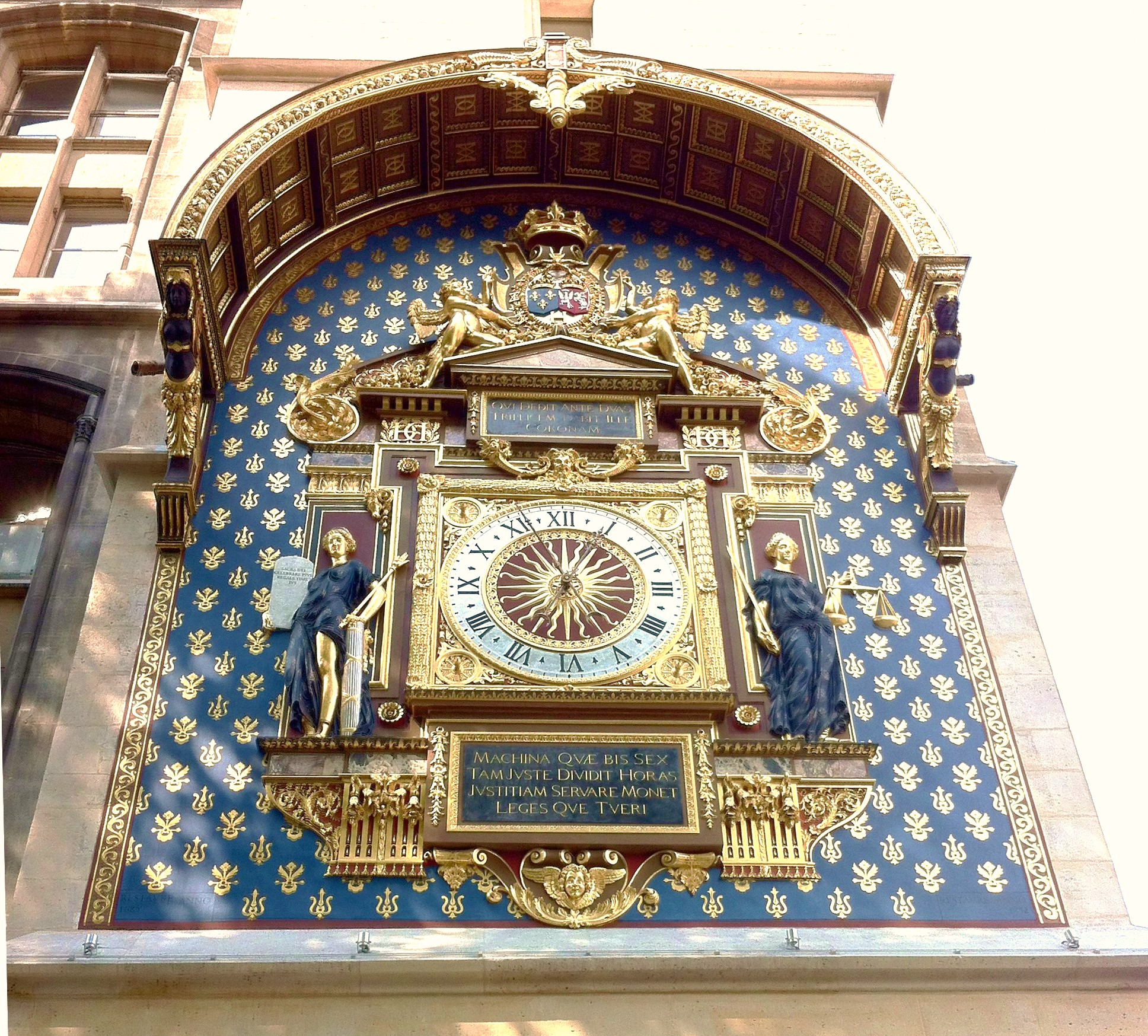

現在では貴重なゴシック建築の建築物で、シーザーの塔、銀の塔、ボンベックの塔、時計の塔の4つの塔で占められている（なお、時計の塔以外の塔は特記事項がないため省略）。
時計の塔
1350年にジャン王によって増築された塔。ここには現存するフランス最古の壁時計がある。なお、壁時計は1585年に取り替えられている。

## 内部

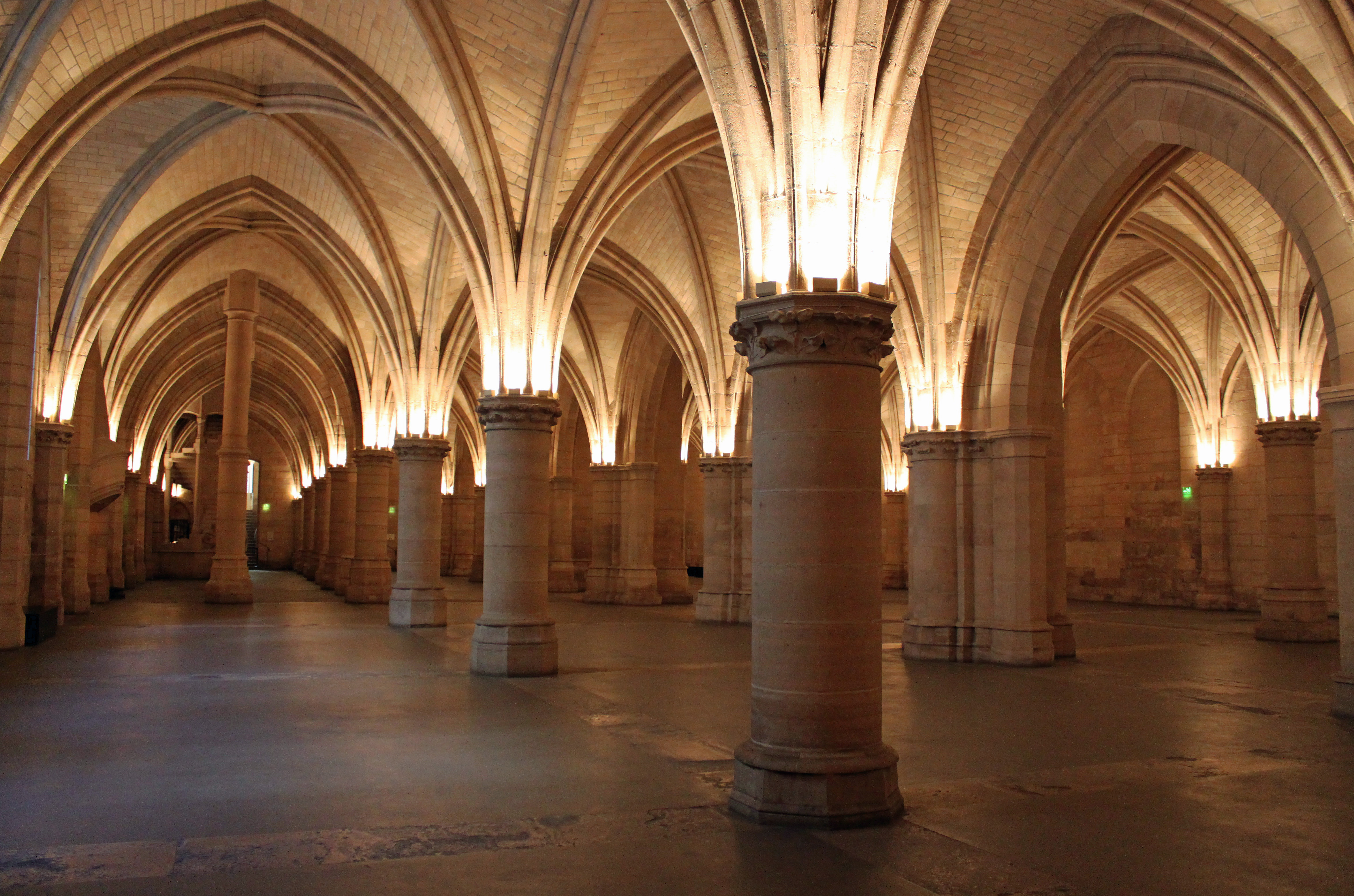

衛兵の間
約2ha、天井約8.5mほどある大きな部屋。ここでは兵士たちの食堂になっていた。巨大な暖炉も4つ取り付けられており、それぞれ用途が決められていたそうである。衛兵の間の格子の向こうにはパリ通りがある。
警備の間
大広間への待合室として1310年に設置、革命法廷にも使われた場所。ここには3本の柱があり、それぞれ違う装飾が施されている。
パリ通り
主にパイユーが集められていた場所。格子と壁で他の部屋と隔離されており、日中も日が当たらない。
また二階は資料館のようになっており、処刑された人の名や受刑者に関する資料も展示されている。

## 主な囚人

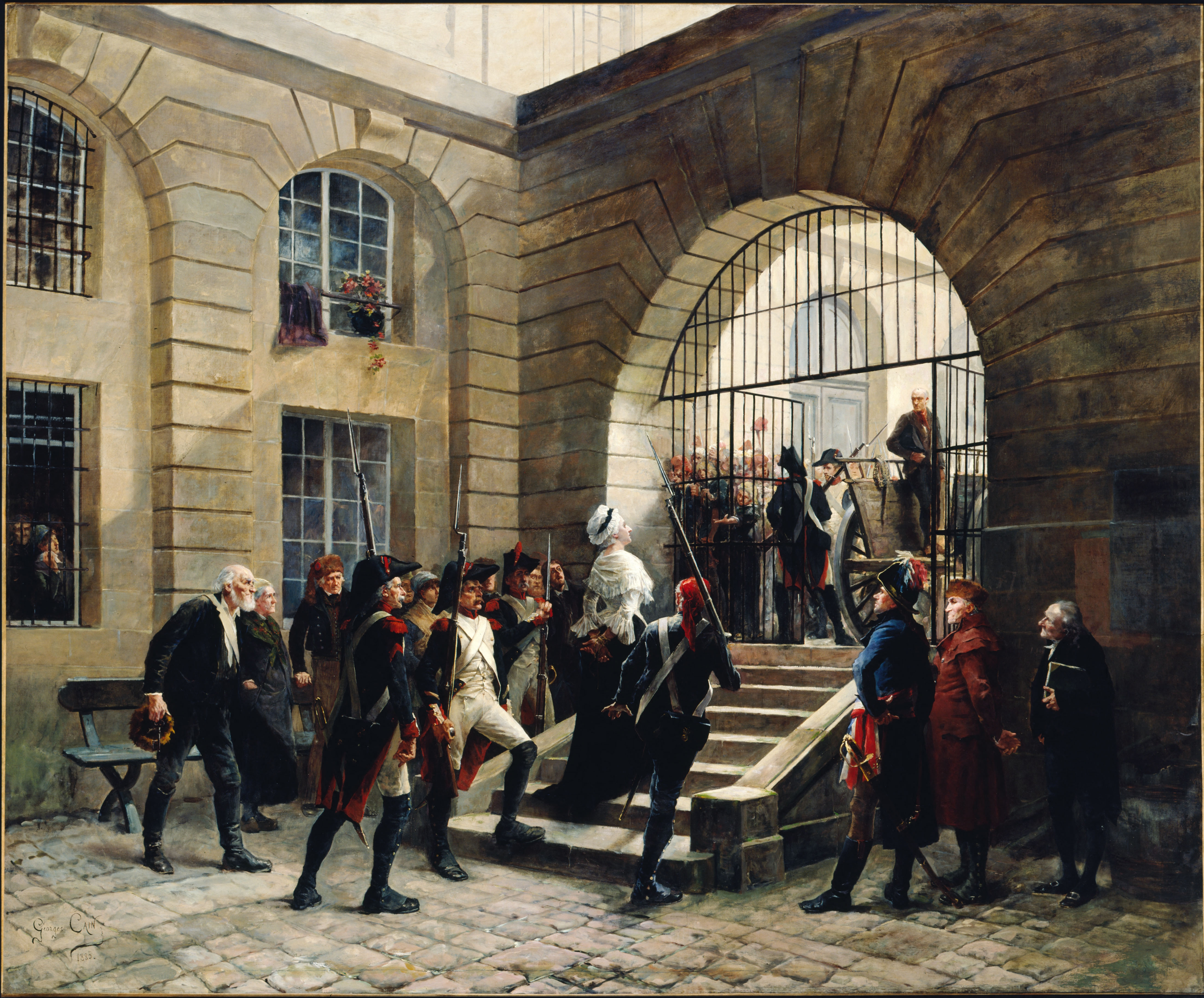
ラ・コンシェルジュリーから革命広場へ出発するマリー・アントワネット, 1793年10月16日

- ロベール＝フランソワ・ダミアン - 王殺し未遂の科で八つ裂きの刑に処された人物。
- マルキ・ド・サド - 1か月過ごした後、別の監獄に移る。
- マリー・アントワネット - 囚人番号280。タンプル塔から移動。2ヵ月半後、コンコルド広場にて処刑。
- ルイ・フィリップ2世 - 通称 "フィリップ・エガリテ"。フランス革命期、王権簒奪の科で処刑。

## 交通
パリメトロ4号線シテ駅前 徒歩0分。　